# رنو لاگونا
رنو لاگونا (Renault Laguna) خودرویی است که از سال ۱۹۹۳ تا ۲۰۱۵ تولید شده‌است.
نسل نخست در کلاس هاچ‌بک وارد بازار شد. از سال ۱۹۹۵ توسعه آن آغاز شد و در نتیجه چندین بار توسعه در کلاس‌ها و موتورهایی با گنجایش مختلف ساخته شد. در اوایل ۲۰۰۱ که تولیدش متوقف شد، بیش از ۱٫۵ میلیون دستگاه لاگونا نسل اول بفروش رسیده بود. نسل دوم هم در کلاس‌های هاچ بک و استیشن واگن وارد بازار شد.نسل سوم لاگونا نیز با مشارکت شرکت نیسان ساخته شد.

## نگارخانه

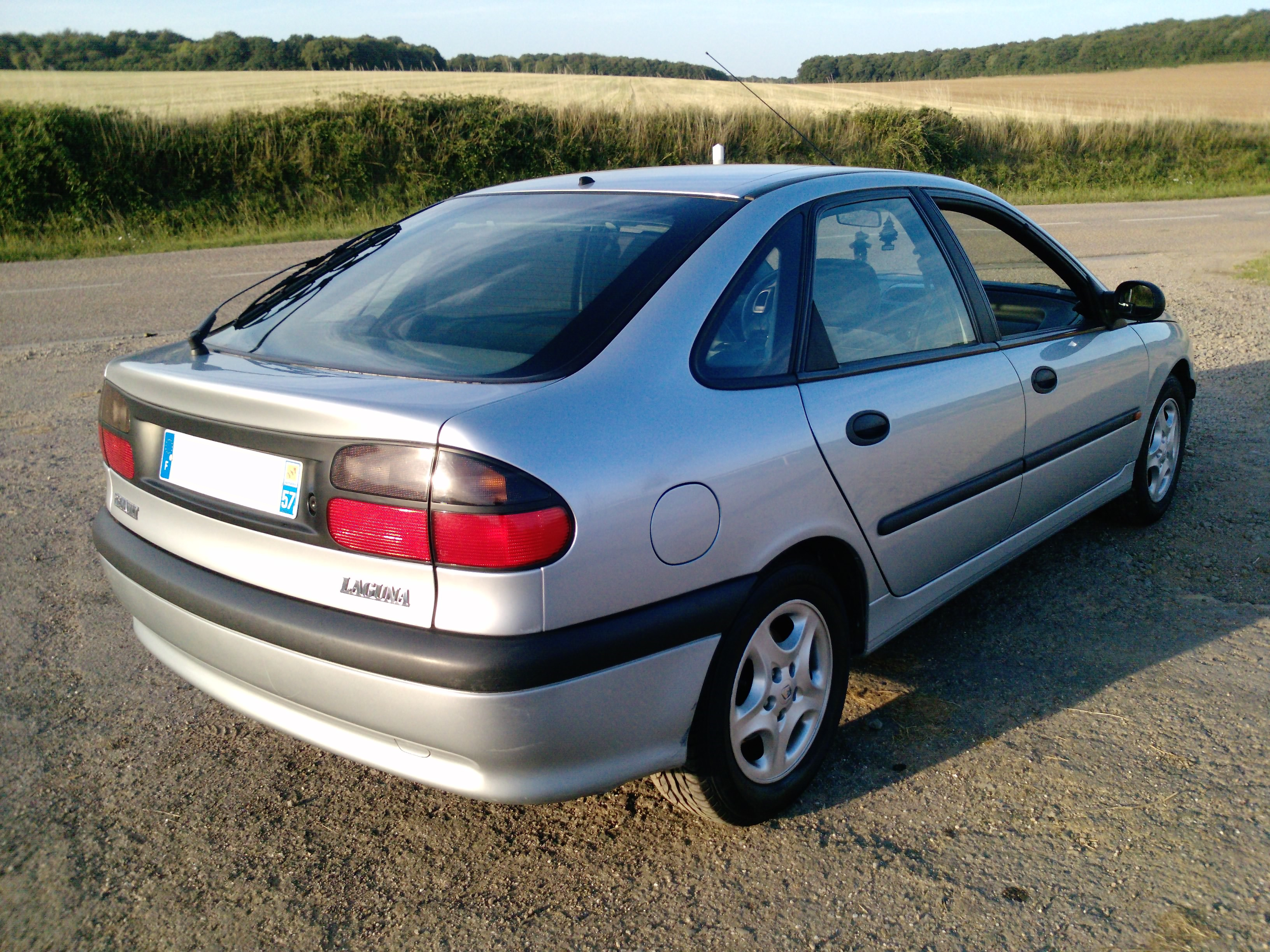
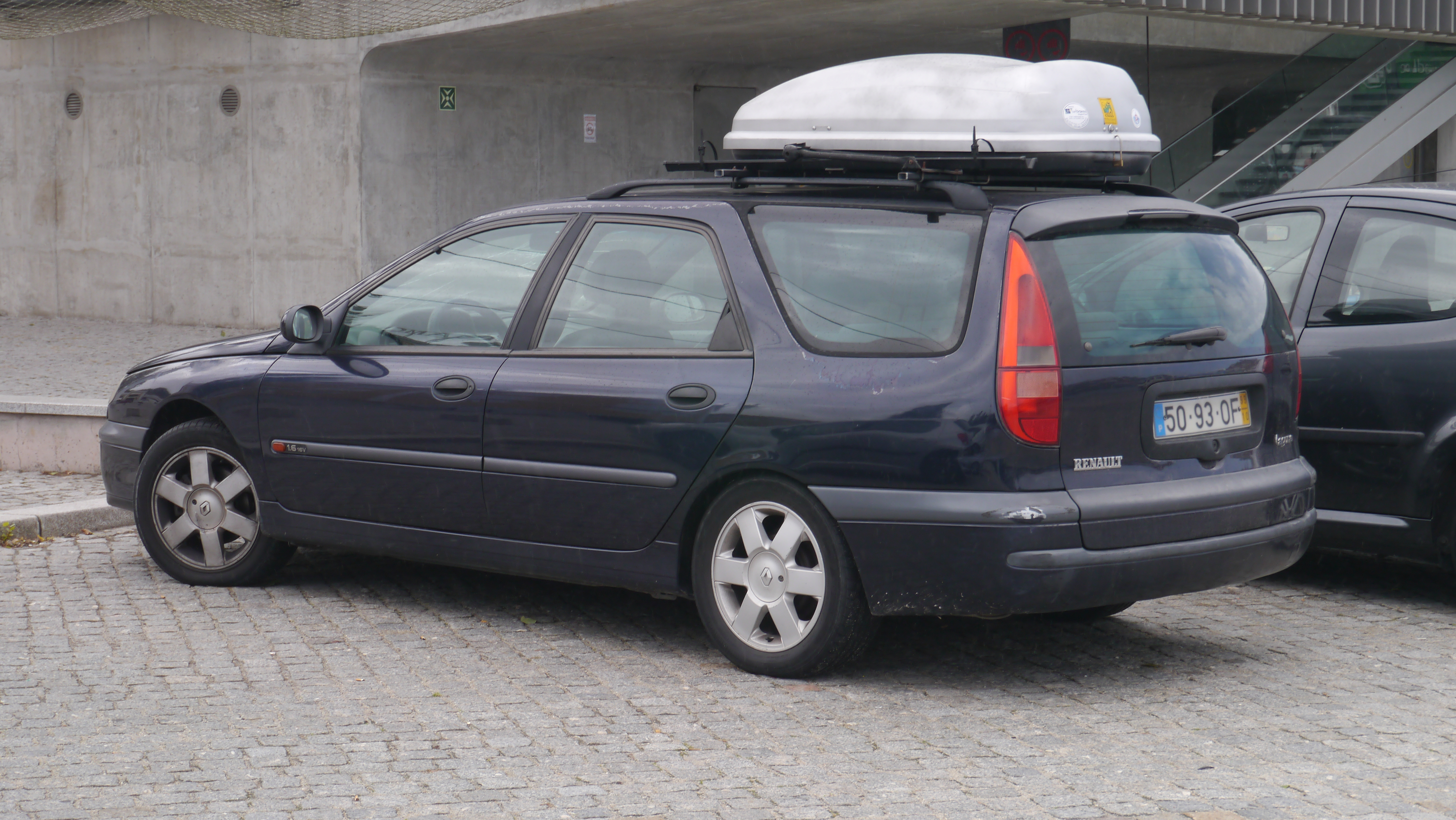
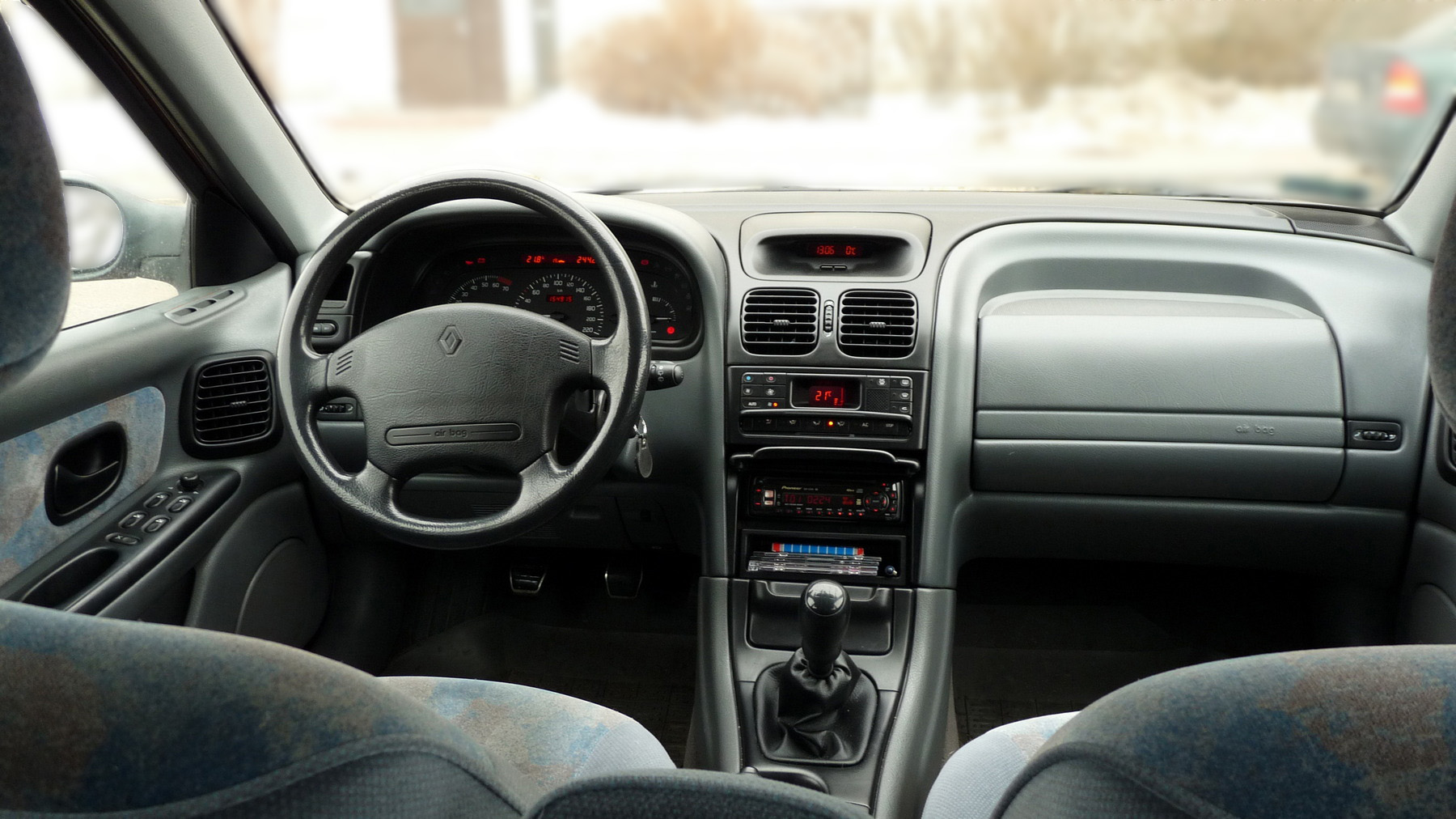